# Chevrolet TrailBlazer (2002)
Il Chevrolet TrailBlazer è un SUV mid-size prodotto dalla Chevrolet dal 2002 al 2019.

## Il modello originale (1999–2001)

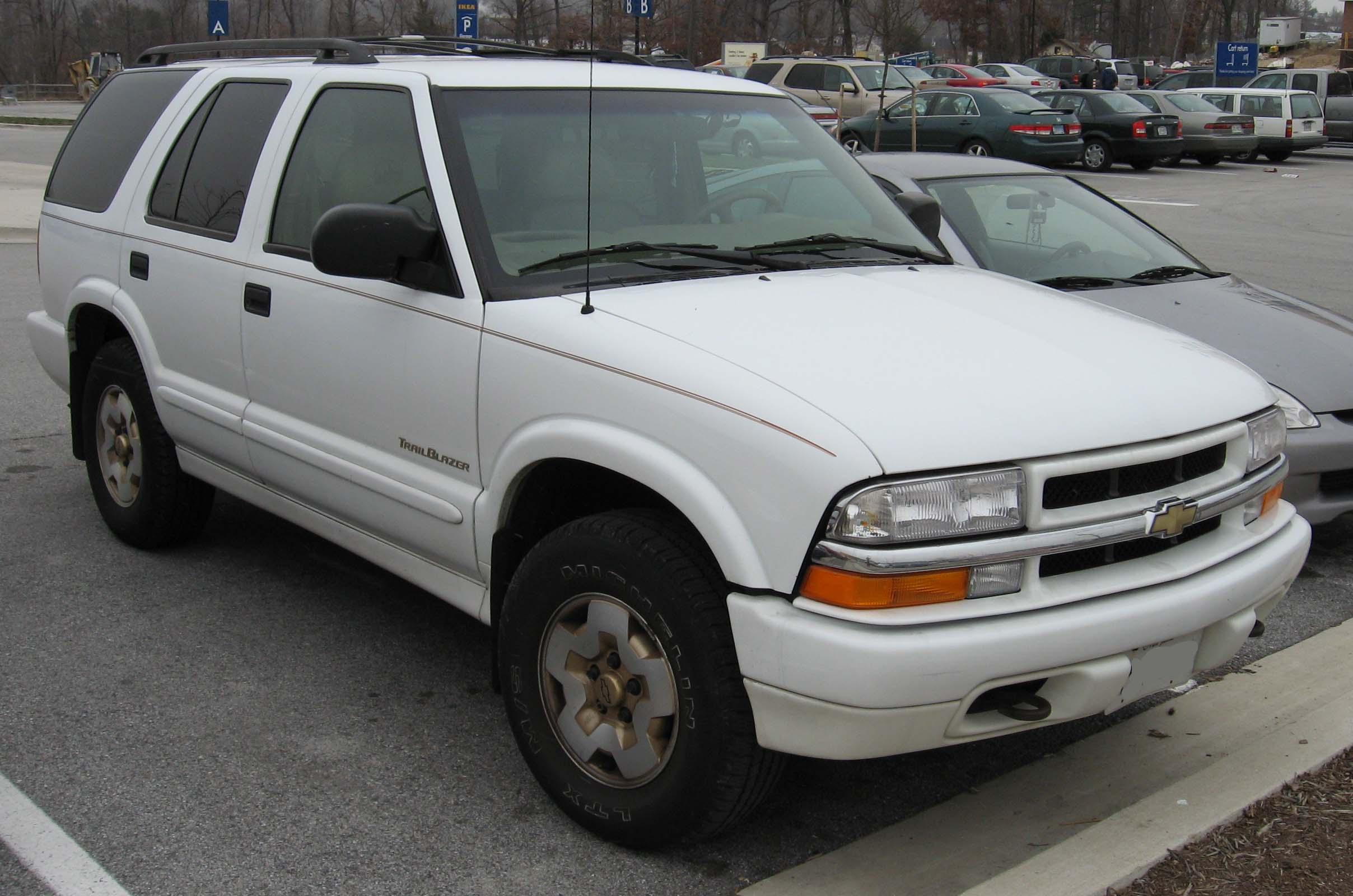
Chevrolet TrailBlazer 1999/2002, quando faceva ancora parte della linea Blazer

Il TrailBlazer è stato introdotto nel 1999 come allestimento del Blazer. Nel 2002 il TrailBlazer è diventato un modello a sé stante. La produzione del Blazer si è sovrapposta a quella del TrailBlazer fino al 2005. Negli Stati Uniti è stato commercializzato dal 2002 al 2009, mentre in Russia è in produzione dal 2004. Nel 2012 è stata lanciata la seconda serie, che non è venduta in America, ma in Asia.
Il modello ha il motore montato anteriormente e possiede la trazione posteriore o integrale.

## La prima serie: (2002–2009)
ZIl TrailBlazer prima serie fu introdotto per la prima volta nel 2001 ed era basato sulla piattaforma GMT360, usato anche da una versione rimarchiata distribuita a marchio GMC, chiamata GMC Envoy. Sostituì il Blazer, ed ottenne grande successo da vincere nel 2002 il premio North American Truck of the Year mentre il GMC Envoy fu premiato nello stesso anno come Motor Trend Sport/Utility of the Year. Tutte le versioni avevano le quattro ruote motrici come optional, sia con cambio automatico, che con il tradizionale cambio a quattro marce alte più quattro ridotte. Era un'eccezione la versione SS, che aveva la trazione integrale disponibile di serie. Il TrailBlazer possedeva sospensioni anteriori indipendenti ed un retrotreno a cinque bracci. Un differenziale posteriore autobloccante G80 era offerto tra le opzioni disponibili, eccetto che sulla versione SS, dove era montato di serie un differenziale G86 LSD. Era offerta anche una versione LTZ, che possedeva degli interni migliori, un sistema audio superiore, delle ruote in lega, dei freni a disco sulle quattro ruote ed un equipaggiamento per il traino.

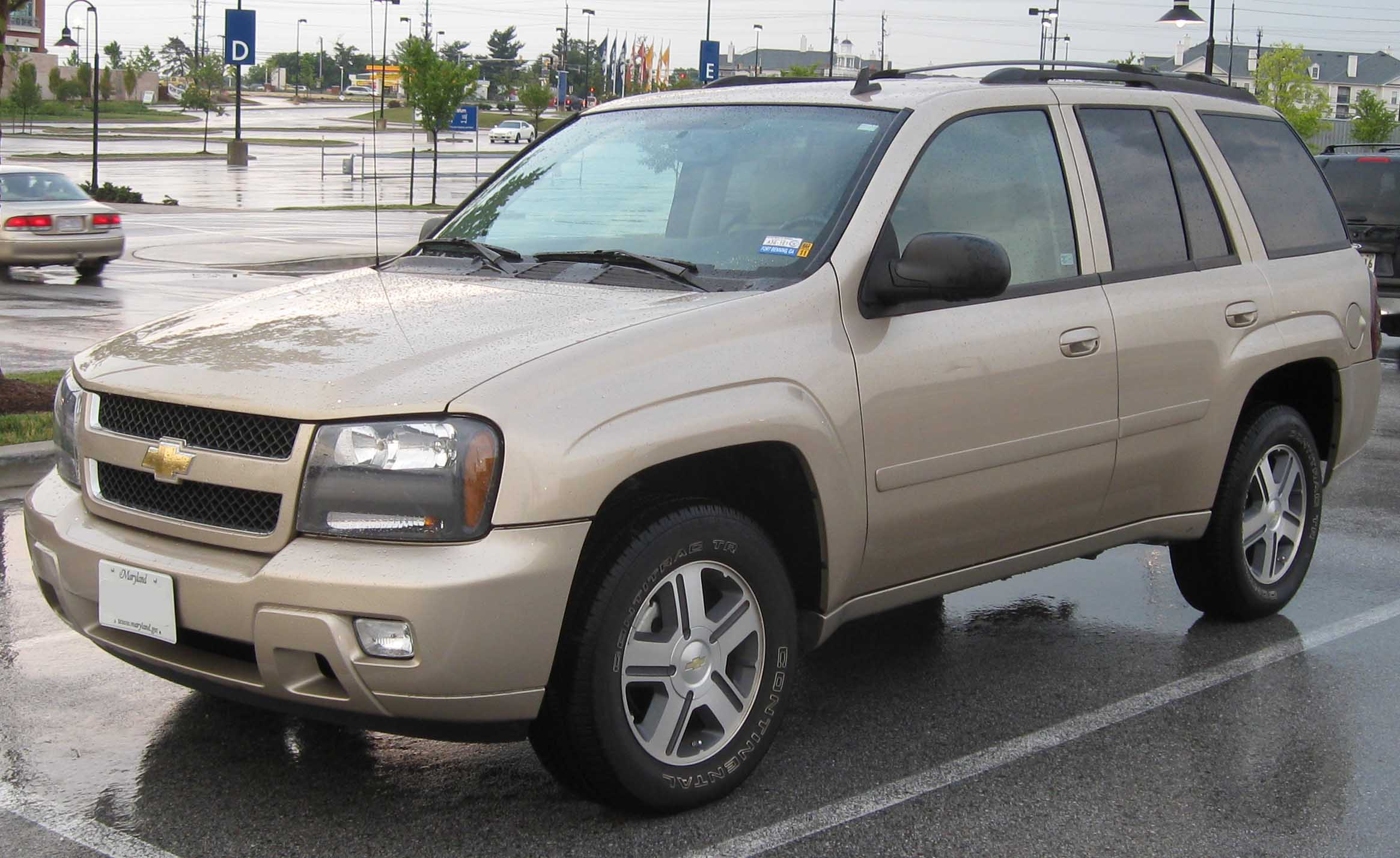
Un Chevrolet TrailBlazer LT

Nel 2006 il modello fu oggetto di un restyling. Una nuova parte anteriore e dei nuovi interni furono inclusi in questo aggiornamento, ma vennero applicati solo alla versione LT. Invece, la versione LS possedeva ancora la parte anteriore e quella posteriore simili a quelle dei modelli del 2002/2005. La versione SS era caratterizzata da un allestimento comprendente scudi paraurti anteriore e posteriore dal disegno specifico, più minigonne peculiari.

### Motorizzazioni
Il TrailBlazer aveva in dotazione, tra l'equipaggiamento di serie, il motore a sei cilindri in linea Vortec L6 da 4,2 L di cilindrata, che erogava una potenza di 291 CV ed una coppia di 376 N•m. Questo motore fece del TrailBlazer, il SUV con propulsore a sei cilindri più popolare del mercato. I motori disponibili furono:
- 2002–2009 Vortec L6 4,2 a sei cilindri in linea;
- 2003–2004 Vortec LM4 5,3 L V8;
- 2005–2009 Vortec LH6 5,3 L V8;
- 2006–2009 LS2 6 L V8.

Il motore small-block da 5,3 L possedeva un dispositivo, il Active Fuel Management, che consentiva di ottimizzare l'afflusso di carburante nel propulsore, in modo da evitare sprechi e contenere i consumi. Il sistema citato "spegneva" quattro cilindri su otto per limitare i consumi durante i viaggi in autostrada e in caso di regime di minimo. Nel primo caso il consumo di carburante era di 12 L/100 km. Questo propulsore erogava 302 CV e 447 N•m.
Il motore da 4,2 L fu incluso nella lista dei migliori 10 propulsori della rivista Ward's AutoWorld grazie a soluzioni particolari come il doppio albero a camme in testa, e la fasatura variabile applicata sui condotti di scarico.

#### La versione EXT

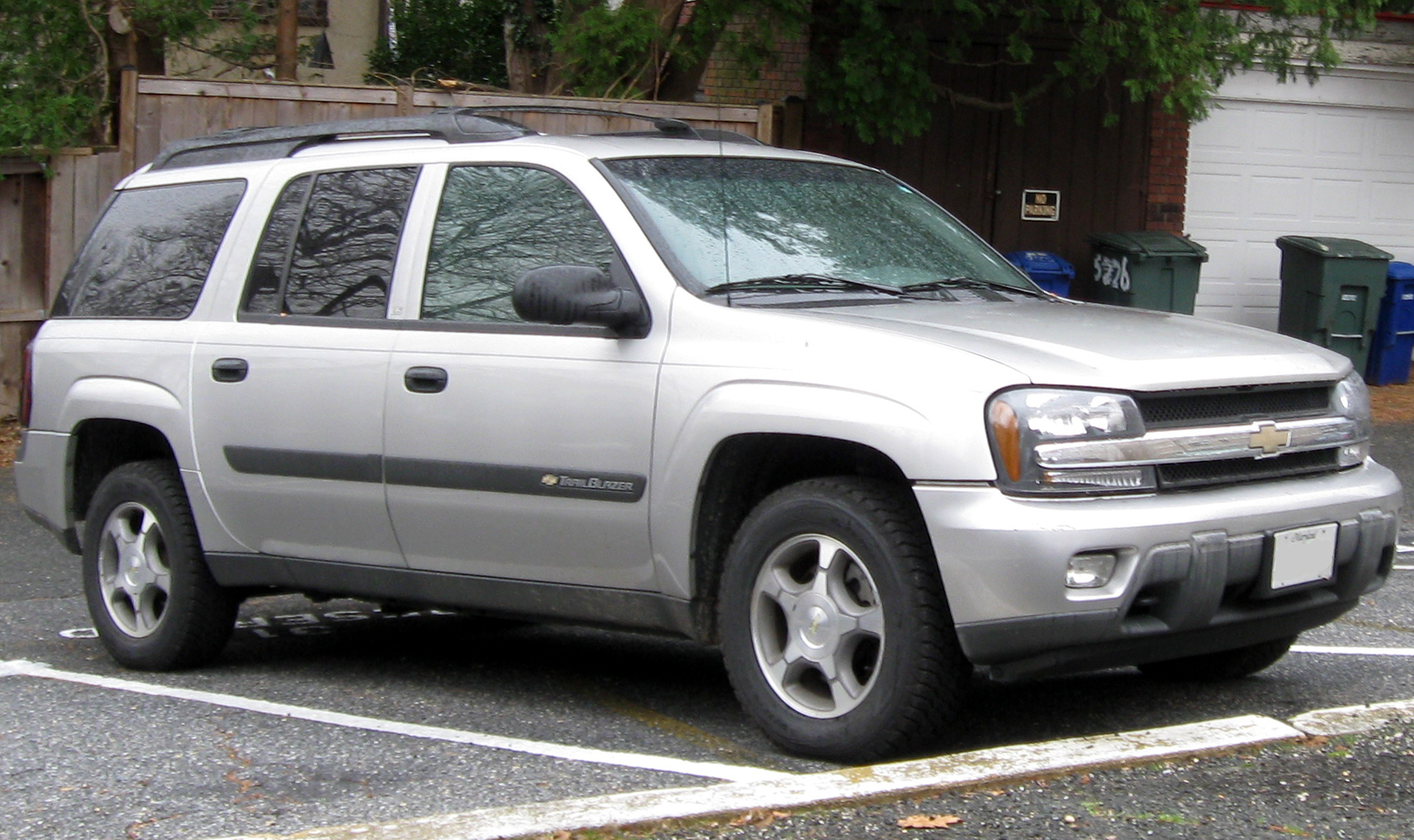
Chevrolet TrailBlazer EXT 2003/2005

Nella gamma TrailBlazer era offerta anche la versione EXT, che era contraddistinta da tre file di sedili che potevano ospitare sette passeggeri. Nel panorama dei SUV offerti all'epoca, questa versione era unica. Rispetto agli altri TrailBlazer, questa versione era più alta e più lunga per poter permettere un agevole accesso ai sedili posteriori. La versione EXT era basata sul pianale GMT370 della General Motors.
L'EXT venne prodotto a Oklahoma City. L'ultimo EXT uscì dalle catene di montaggio il 20 febbraio 2006.
La versione EXT poteva essere riconosciuta dal disegno delle portiere posteriori (che non veniva tagliato dalla presenza dei passaruota posteriori, essendo una versione a passo lungo), oltre che dal cappuccio metallico posto su ognuno dei finestrini posteriori in corrispondenza del punto di fissaggio del meccanismo di apertura

### La versione SS

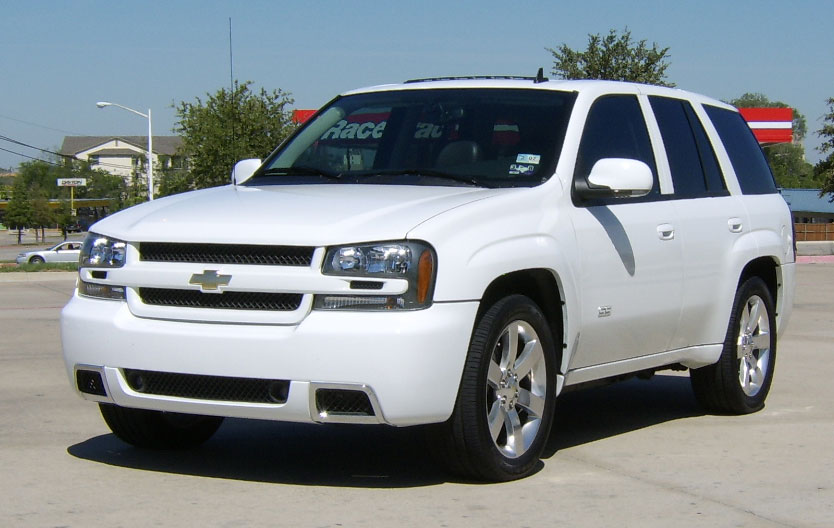
Un Chevrolet TrailBlazer SS del 2006

La versione SS ("Super Sport") venne introdotta per il model year 2006. Questo modello fu il primo SUV ad essere incluso tra i veicoli appartenenti alla categoria SS. Questa versione montava un motore V8 LS2 da 6 L, che era in precedenza montato sulla Pontiac GTO. Questo propulsore erogava 395 CV di potenza e 540 N•m di coppia. Il veicolo poteva accelerare da 0 a 97 km/h in 5,8 secondi. Altre differenze con la serie standard erano l'installazione di un cambio automatico a quattro rapporti, di un sistema di raffreddamento dell'aria aspirata, di un differenziale posteriore a slittamento limitato con rapporto 4,10, di sospensioni ZQ8 sportive e di freni speciali che derivavano da quelli della Corvette.

### La sicurezza
La TrailBlazer fu oggetto di diversi crash test che vennero eseguiti dall'IIHS. Per i primi esemplari di TrailBlazer il giudizio dato fu Marginal, mentre la valutazione per gli esemplari prodotti dal 2005 al 2009 fu Acceptable. Nel 2008 i modelli vennero dotati di airbag a tendina, che erano disponibili tra l'equipaggiamento di serie. Nonostante ciò il TrailBalzer ottenne il giudizio Marginal per gli impatti laterali. Gli airbag laterali per il torso non furono mai disponibili.
I giudizi del National Highway Traffic Safety Administration a seguito di crash test eseguiti nel 2007 sul modello furono:
- Impatto frontale lato guidatore:
- Impatto frontale lato passeggero:
- Impatto laterale lato guidatore:
- Impatto laterale lato passeggeri posteriori:
- Ribaltamento (versione due ruote motrici):
- Ribaltamento (versione quattro ruote motrici):

### Vendite in America

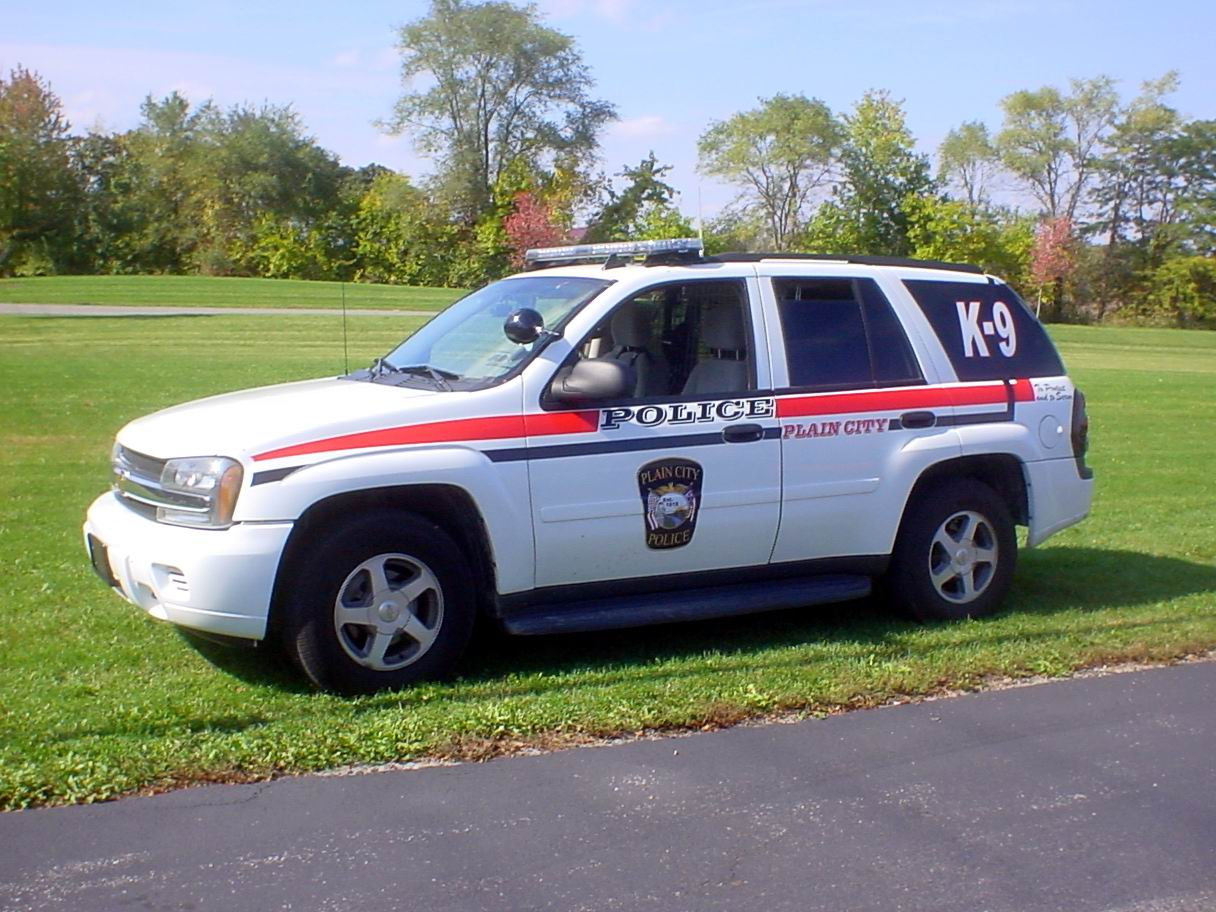
Un Chevrolet Trailblazer versione auto della polizia

| Anno | Vendite totali in America |
| ---- | ------------------------- |
| 2001 | 115.103                   |
| 2002 | 249.568                   |
| 2003 | 261.334                   |
| 2004 | 283.484                   |
| 2005 | 244.150                   |
| 2006 | 178.493                   |
| 2007 | 151.985                   |
| 2008 | 119.905                   |
| 2009 | 22.287                    |

### I cambi
Il cambio disponibile fu il 4L60-E automatico a quattro rapporti. Accoppiato al motore da 6 L era disponibile il cambio 4L70-E.

### L'assemblaggio
Il modello è/è stato assemblato a Moraine (Ohio), ad Oklahoma City, a Kaliningrad (Russia) e a Valencia (Venezuela).

### La fine della produzione della prima serie
La successiva serie del TrailBlazer si sarebbe dovuta costruire sul pianale GMT361, che era la versione aggiornata del pianale su cui era basata la prima generazione del modello, il GMT360. Era programmata per la primavera del 2007, ma nel gennaio del 2006 la General Motors decise di aggiornare il modello senza commercializzare una nuova serie. Il modello aggiornato si sarebbe dovuto basare sulla piattaforma GMT360NG. Comunque, anche questo programma fu cancellato a causa degli ingenti investimenti che erano necessari. La General Motors decise infine di prolungare la commercializzazione della prima serie fino al model year 2009 (fino al 2008 in Messico).
Il 3 giugno 2008, Rick Wagoner, allora presidente del consiglio d'amministrazione e amministratore delegato della General Motors, annunciò che lo stabilimento di Moraine sarebbe stato chiuso a fine anno. Il 3 ottobre la comunicazione arrivò ai lavoratori della fabbrica tramite una lettera.
L'ultimo TrailBlazer prima serie uscì dalle catene di montaggio di Moraine il 16 dicembre, mentre lo stabilimento chiuse una settimana dopo, il 23 dicembre, causando il licenziamento di 2400 lavoratori. Così, il TrailBlazer fu sostituito dal Chevrolet Traverse e dal nuovo Chevrolet Equinox, già in produzione dal 2005.

### I richiami in fabbrica
La General Motors e la Isuzu richiamarono più di 258.000 SUV negli Stati Uniti ed in Canada a causa di alzacristalli elettrici che andavano in cortocircuito, e di interruttori della chiusura centralizzata che potevano originare degli incendi. I modelli richiamati furono il Chevrolet TrailBlazer, il GMC Envoy, il Buick Rainier, l'Isuzu Ascender ed il Saab 9-7X prodotti dal 2006 al 2007.

## La seconda serie: (2012–2019)
La seconda serie del TrailBlazer è stata svelata al pubblico come concept car al salone dell'automobile di Dubai del 2011, mentre è stata presentata come modello di produzione al salone dell'automobile di Bangkok il 21 marzo 2012.
Questa nuova serie di TrailBlazer segna il ritorno, per i SUV General Motors, della classica costruzione a telaio separato, che venne abbandonata con la prima serie del modello. Come nel caso delle vecchie Blazer (fino al 1994), Tahoe (dal 1995 in poi), Suburban (dal 1973 ad oggi) e Blazer su base S10 (dal 1983 al 2003), la TrailBlazer è basata sul telaio di un pick-up, in questo caso il Chevrolet Colorado del 2012.
La seconda serie di Trailblazer è prodotta in Thailandia. Sebbene il management della General Motors si fosse opposto a commercializzare questa serie in Nord America a causa delle regole sui consumi di carburante, molti appassionati del modello vorrebbero che il Trailblazer venisse prodotto e commercializzato anche nel continente citato.
Dal Trailblazer è stata ricavata anche una versione marchiata Isuzu MU-X con frontale ripreso dal D-Max.

### Motorizzazioni
Il TrailBlazer del 2012 ha in dotazione due motori, entrambi Duramax Diesel. Il primo ha una cilindrata di 2,5 L e produce 150 CV di potenza e 350 N•m di coppia, mentre il secondo ha una cilindrata di 2,8 L ed eroga 180 CV e 480 N•m.